# Big Five Hlabisa Local Municipality
Big Five Hlabisa, auch Big 5 Hlabisa (englisch Big Five Hlabisa Local Municipality) ist eine Lokalgemeinde im Distrikt Umkhanyakude der südafrikanischen Provinz KwaZulu-Natal. Der Verwaltungssitz der Gemeinde befindet sich in Hluhluwe. Bürgermeister ist Comfort T. Khumalo.
Sie entstand ab dem 3. August 2016 aus der Zusammenlegung der Gemeinden The Big Five False Bay und Hlabisa.
Der Gemeindename vereinigt die Namen der Vorgängergemeinden. „Big Five“ bezieht sich zudem auf die Big Five, fünf Großtierarten, die in dem Gebiet vorkommen.

## Städte und Orte
| - Bazaneni - Dukumbane - Hlabisa - Hluhluwe - Koqhoqhoqho - Mabhokisini - Mabundeni - Matshamhlophe | - Mawuza - Mgangado - Mthwadlana - Mzinene - Nhlawathi - Nkonyamaneni - Nomcondo - Thandanini | - Zibayeni |

## Bevölkerung
2011 lebten in dem Gebiet 107.183 Einwohner auf einer Fläche von 3466 Quadratkilometern.

## Wirtschaft
Die Schwerpunkte gewerblicher Tätigkeiten bilden der Dienstleistungssektor, Großhandel, landwirtschaftliche Betriebe, produzierende Betriebe, Transportunternehmen und der Tourismus.

## Sehenswürdigkeiten
Der hier touristisch bedeutsame Bereich ist der Hluhluwe-iMfolozi-Park (früher Hluhluwe-uMfolozi Game Reserve), was das älteste offiziell erklärte Schutzgebiet in Afrika sein soll. Im Bereich der Lokalgemeinde erstreckt sich der iSimangaliso Wetland Park (früher Greater St Lucia Wetlands Park).